# Torricella Peligna
Torricella Peligna est une commune de la province de Chieti dans la région Abruzzes en Italie.

## Administration
| Période                                  | Période  | Identité        | Étiquette | Qualité |
| ---------------------------------------- | -------- | --------------- | --------- | ------- |
| 19 juillet 2006                          | En cours | Antonio Addante |           |         |
| Les données manquantes sont à compléter. |          |                 |           |         |

### Hameaux
Colle Zingaro, Fallascoso

### Communes limitrophes
Colledimacine, Gessopalena, Lama dei Peligni, Montenerodomo, Pennadomo, Roccascalegna

## Culture
À Torricella Peligna, ville natale du père de l'écrivain John Fante, se tient un festival littéraire annuel  Il Dio di mio padre. Depuis 2008, le Festival récompense la première œuvre d'un écrivain par le prix Premio Letterario John Fante Opera Prima.